# Framrabben
Der Framrabben (norwegisch für Vorspringender Felsen) ist ein Nunatak im ostantarktischen Königin-Maud-Land. Im Borg-Massiv der Maudheimvidda ragt er 5 km westnordwestlich des Bergs Borga auf.  
Norwegische Kartografen, die ihn auch deskriptiv benannten, kartierten den Nunatak anhand geodätischer Vermessungen und Luftaufnahmen der Norwegisch-Britisch-Schwedischen Antarktisexpedition (1949–1952).